# 1950 a sportban
1950 főbb sporteseményei a következők voltak:
- május 13. – Silverstone-ban megrendezik az első Formula–1-es világbajnokság első hivatalos versenyét a brit nagydíjat.
- június 13. – A svájci Hugo Koblet nyeri a Giro d’Italiat.
- szeptember 3. – Az olasz nagydíjon elért győzelmével az olasz Giuseppe Farina nyeri az első Formula–1-es világbajnokságot
- szeptember 10. – Emilio Rodríguez megnyeri a Vuelta ciclista a Españat.
- A stockholmi birkózó-világbajnokságon Gál József megszerzi a sportág első magyar világbajnoki címét.
- Asztalitenisz-világbajnokság Budapesten. A magyar csapat két aranyérmet szerez.
- Műkorcsolyázó Európa-bajnokság Oslóban. Király Ede és a Nagy László–Nagy Marianna testvérpár aranyérmet nyer.

## Születések
- ? – Jimmy Kirunda, ugandai válogatott játékos és szövetségi kapitány († 2020)
- január 2. – Ion Dumitru, román válogatott labdarúgó, edző
- január 5.
  - Nyikolaj Ivanovics Abramov, orosz származású szovjet válogatott labdarúgó († 2005)
  - Bobby Kay, kanadai profi pankrátor († 2020)
- január 8. – Rubén Ayala, argentin válogatott labdarúgó
- január 17. – Ján Švehlík, Európa-bajnok csehszlovák válogatott szlovák labdarúgó
- január 18.
  - Pat Sullivan, amerikai amerikaifutball-játékos és egyetemi edző († 2019)
  - Gilles Villeneuve, kanadai autóversenyző († 1982)
- február 1. – Francisco Javier Uría, spanyol válogatott labdarúgó
- február 10. – Mark Spitz, olimpiai bajnok amerikai úszó
- február 22. – Visnyei Gyula, magyar származású amerikai válogatott labdarúgó, festő
- február 23. – Ivánka Mária, sakkozó, női nemzetközi nagymester, kilencszeres magyar bajnok
- február 25. – Jurica Jerković, jugoszláv válogatott horvát labdarúgó († 2019)
- március 4. – Babo Kabasu, Kongói Demokratikus Köztársaságbeli válogatott labdarúgó
- március 17. – Rumen Goranov, bolgár válogatott labdarúgókapus
- március 21. – Anders Linderoth, svéd válogatott labdarúgó, edző
- március 28. – Roland Andersson, svéd válogatott labdarúgó, edző
- március 31. – Adorján András, nemzetközi magyar sakknagymester, sakkolimpiai bajnok, magyar bajnok
- április 1. – Artur Correia, portugál válogatott labdarúgó, hátvéd († 2016)
- április 6. – Tan Aik Mong, Ázsia-bajnok maláj tollaslabdázó († 2020)
- április 8. – Kraszimir Boriszov, bolgár válogatott labdarúgó
- április 18. – Georgi Denev, bolgár válogatott labdarúgó
- április 24. – Rafael González, chilei válogatott labdarúgó
- április 26. – Liz Chase, olimpiai bajnok zimbabwei gyeplabdázó († 2018)
- április 30. – Claudiomiro Estrais Ferreira, brazil válogatott labdarúgó, csatár († 2018)
- május 1. – Danny McGrain, skót válogatott labdarúgó
- május 6. – Ratko Svilar, jugoszláv válogatott szerb labdarúgó, edző
- május 15. – Renate Stecher, olimpiai és Európa-bajnok német atléta
- május 27. – Mario González, uruguayi válogatott labdarúgó, hátvéd
- június 2.
  - Vágvölgyi Mihály, magyar labdarúgó († 2016)
  - Momčilo Vukotić,  szerb labdarúgó, edző
- június 6.
  - Dan Shaver, amerikai autóversenyző († 2007)
  - Bob Winograd, kanadai jégkorongozó
- június 8.
  - Vardan Militoszján, olimpiai és világbajnoki ezüstérmes, Európa-bajnok szovjet-örmény súlyemelő († 2015)
  - Séllyei István, magyar kötöttfogású birkózó, olimpikon († 2020)
- június 17. – Rudolf Mang, olimpiai, világ- és Európa-bajnoki ezüstérmes német súlyemelő († 2018)
- június 25. – Paddy Fenning, ír Gaelic futballjátékos († 2020)
- július 9.
  - Adriano Panatta, olasz teniszező
  - Lukács Péter, magyar sakkozó, nemzetközi nagymester, magyar bajnok
- július 14. – Hercules Ayala, puerto ricói pankrátor († 2020)
- július 15. – Egervári Sándor, magyar labdarúgó, edző
- július 16.
  - Milan Albrecht, csehszlovák válogatott szlovák labdarúgó, edző
  - Dennis Priestley, angol dartsjátékos
- július 18. – Attilio Calatroni, olimpiai és világbajnoki ezüstérmes olasz tőrvívó
- augusztus 3. – Waldemar Cierpinski, kétszeres olimpiai bajnok német maratonfutó
- augusztus 4. – Jónyer István, világbajnok magyar asztaliteniszező
- augusztus 9. – Szimacsek Tibor, magyar labdarúgó, csatár († 2020)
- augusztus 13. – Marián Masný, Európa-bajnok csehszlovák válogatott szlovák labdarúgó
- augusztus 18. – Přemysl Bičovský, Európa-bajnok csehszlovák válogatott cseh labdarúgó, edző
- augusztus 20. – Petra Kandarr, Európa-bajnok német rövidtávfutó († 2016)
- augusztus 22. – Csjef Sándor, amatőr-Európa-bajnok magyar ökölvívó, edző († 2016)
- augusztus 30.
  - Hemísz Labidí, tunéziai válogatott labdarúgó, edző
  - Juris Silovs, olimpiai ezüst- és bronzérmes szovjet–lett atléta, rövidtávfutó († 2018)
- szeptember 1. – Dudu Georgescu, aranycipős román válogatott labdarúgó
- szeptember 2. – Zvonimir Serdarušić, jugoszláv válogatott horvát kézilabdázó, edző
- szeptember 3. – Ánthimosz Kapszísz, görög válogatott labdarúgó
- szeptember 11. – Khosro Harandi, iráni nemzetközi sakkmester († 2019)
- szeptember 14. – Bruzsenyák Ilona, Európa-bajnok magyar atléta
- szeptember 16. – Pavel Panov, bolgár válogatott labdarúgó
- szeptember 20. – Csapó Gábor, olimpiai bajnok magyar vízilabdázó
- szeptember 22. – Lino Červar, olimpiai és világbajnok horvát kézilabda szövetségi kapitány, edző, politikus
- szeptember 24. – Dan Maloney, kanadai jégkorongozó († 2018)
- szeptember 25. – Sebastião Lazaroni, Copa América-győztes brazil labdarúgóedző
- október 3. – Luděk Macela, olimpiai bajnok csehszlovák válogatott cseh labdarúgó, hátvéd († 2016)
- október 8.
  - Almássy Zsuzsa, magyar műkorcsolyázó
  - Miguel Ángel Brindisi, argentin válogatott labdarúgó, edző
- október 9. – Marc Millecamps, Európa-bajnoki ezüstérmes belga labdarúgó
- október 12. – Miguel Oviedo, világbajnok argentin válogatott labdarúgó
- október 14. – Kurt Jara, osztrák válogatott labdarúgó, középpályás, edző
- október 15. – Blagoja Georgijevszki, olimpiai és Európa-bajnoki ezüstérmes, Mediterrán Játékot aranyérmes jugoszláv-macedón kosárlabdázó († 2020)
- október 18. – Kenneth Wallace, új-zélandi nemzetközi labdarúgó-játékvezető
- október 19. – Franjo Vladić, bosnyák-horvát labdarúgó
- november 4. – Benny Wendt, svéd válogatott labdarúgó
- november 7. – Vladislav Bogićević, szerb labdarúgó, edző
- november 10. – Bob Stewart, kanadai jégkorongozó († 2017)
- november 16. – Héctor Baley, világbajnok argentin válogatott labdarúgókapus
- november 17. – Roland Matthes, olimpiai, világ- és Európa-bajnok német úszó († 2019)
- november 21. – Alberto Juantorena, olimpiai bajnok kubai atléta
- november 22.
  - Bill Green, angol labdarúgó, hátvéd, edző († 2017)
  - Etepe Kakoko, Kongói Demokratikus Köztársaságbeli válogatott labdarúgó
- november 23. – Paul Wilson, skót válogatott labdarúgó, középpályás († 2017)
- november 30. – Alberto Valdés Lacarra, olimpiai bronzérmes mexikói lovas, díjugrató
- december 12. – Philippe Redon, francia labdarúgó, edző († 2020)
- december 14. – Rick Down, amerikai baseball edző († 2019)
- december 22.
  - Massamba Kilasu, zairei válogatott kongói labdarúgó († 2020)
  - Manfred Moore, amerikai amerikaifutball-játékos és rögbijátékos († 2020)
- december 29.
  - Csapó Géza, olimpiai ezüstérmes, világbajnok magyar kajakozó
  - Joe Gilliam, Super Bowl-győztes amerikai amerikaifutball-játékos († 2000)

## Halálozások
- március 8. – Alberto Ohaco, argentin válogatott labdarúgó (* 1889)
- március 23. – Slim Sallee, World Series bajnok amerikai baseballjátékos (* 1885)
- március 25. – John O’Neil, kétszeres olimpiai bajnok amerikai rögbijátékos (* 1898)
- március 27. – Földes Dezső, kétszeres olimpiai bajnok vívó (* 1880)
- április 2. – Doc Sechrist, amerikai baseballjátékos (* 1876)
- április 11. – Dick McCabe, amerikai baseballjátékos (* 1896)
- április 23. – Bill Hallman, amerikai baseballjátékos (* 1876)
- május 4. – Vince Molyneaux, amerikai baseballjátékos (* 1888)
- május 8. – Torsten Sandelin, olimpiai bronzérmes finn tornász, vitorlázó (* 1887)
- május 26. – Louis Larsen, olimpiai ezüstérmes dán tornász (* 1874)
- június 8. – Ledell Titcomb, amerikai baseballjátékos (* 1866)
- augusztus 3. – Ture Hedman, olimpiai bajnok svéd tornász (* 1895)
- augusztus 4. – Harry Coveleski, amerikai baseballjátékos (* 1886)
- augusztus 17. – Paddy O’Connor, World Series bajnok ír-amerikai baseballjátékos (* 1879)
- augusztus 21. – Frank Butterworth, amerikai amerikaifutball-játékos és edző, katonatiszt (* 1870)
- szeptember 10. – Raymond Sommer, francia autóversenyző, Formula–1-es pilóta, a Le Mans-i 24 órás autóverseny kétszeres győztese (* 1906)
- szeptember 21. – Jack Tower, amerikai autóversenyző (* 1886)
- szeptember 23. – Sam Barry, amerikai kosárlabdaedző, Naismith Memorial Basketball Hall of Fame tag (* 1892)
- október 6. – David Wiman, olimpiai bajnok svéd tornász (* 1884)
- október 12. – Charles Gmelin, olimpiai bronzérmes brit atléta (* 1872)
- október 19. – Willis Brennan, amerikai amerikaifutball-játékos (* 1893)
- november 4. – Grover Cleveland Alexander, World Series bajnok amerikai baseballjátékos, National Baseball Hall of Fame and Museum tag (* 1887)
- november 17. – Vilhelm Lange, olimpiai bajnok dán tornász (* 1893)
- november 20. – Adolf Spinnler, olimpiai bajnok svájci tornász (* 1879)
- december 5. – Bill Dahlen, World Series bajnok amerikai baseballjátékos, menedzser (* 1870)
- december 30. – Conrad Christensen, olimpiai bronzérmes norvég tornász (* 1882)